# Štoky
Štoky település Csehországban, a Havlíčkův Brod-i járásban. Štoky Smrčná, Dobronín, Jihlava, Věžnice, Šlapanov, Úsobí, Okrouhlička, Kochánov, Kamenná, Havlíčkův Brod, Zbinohy és Střítež településekkel határos. Lakosainak száma 1989 fő (2024. január 1.).

## Népesség
A település lakosságának változását az alábbi diagram mutatja:
| Lakosok száma | 2652 | 2450 | 2286 | 1668 | 1542 | 1475 | 1920 | 1944 | 1950 | 1989 |
|               | 1869 | 1890 | 1921 | 1950 | 1980 | 2001 | 2017 | 2019 | 2022 | 2024 |